# Pastificio Fabianelli
Pastificio Fabianelli è un'azienda toscana del settore alimentare.

## Storia
Nel 1860, poco dopo l'Unità d'Italia, viene aperto da Cristoforo Fabio Fabianelli un piccolo stabilimento a Castiglion Fiorentino per la produzione della pasta. Successivamente è spostato nella zona industriale.
Nel 1986 l'azienda inizia ad esportare, dapprima in Francia e in seguito in Medio Oriente. Producendo anche per le private label, la sua pasta arriva nei supermercati degli Stati Uniti, Canada e Corea del Sud. Nel 2001 viene acquisita un'azienda storica della Valdinievole, il Pastificio Maltagliati di Massa Cozzile, sull'orlo della chiusura con una trentina di dipendenti. Tre anni più tardi, nel novembre 2004, ne è decisa la chiusura ma è mantenuto il marchio Maltagliati.
Nel 2014 la pasta dell'azienda di Castiglion Fiorentino diventa la più venduta in Medio Oriente con il marchio Alalali che si fregia del certificato di liceità e purezza Halal (certifica che può essere consumato da chi professa la religione islamica) ed è la terza con il marchio Maltagliati. L'export del pastificio (vi lavora già la quarta generazione della famiglia Fabianelli) incide per l'85%.
Nel 2018 Fabianelli, attraverso il marchio Pasta Toscana, è il primo produttore di pasta al mondo a certificare la provenienza del grano 100% toscano. Nel giugno dello stesso anno Luca Fabianelli ha sostituito Mario Maneschi nel ruolo di amministratore delegato.

## Produzione
Fabianelli utilizza selezionate semole di grano duro caratterizzate da un glutine tenace. Con un potenziale produttivo di 150.000 kg al giorno, oltre il 60% della pasta prodotta nello stabilimento toscano è destinata all'export. La produzione conta un ampio assortimento di linee: pasta lunga, pasta corta, pasta da brodo, pasta all'uovo, le speciali, le regionali, gran cottura, Fabianelli Canada, Fabianelli USA.
Ha ottenuto che l'Arsia - Regione Toscana l'abbia certificata come “azienda di filiera corta”.

## Marchi
- Pasta Fabianelli
- Pasta Maltagliati
- Pasta Toscana